# Associazione Calcio Crema 1939-1940
Questa pagina raccoglie le informazioni riguardanti l'Associazione Calcio Crema nelle competizioni ufficiali della stagione 1939-1940.

## Stagione
Nella stagione 1939-1940 il Crema ha disputato il girone B del campionato di Serie C. Con 32 punti si è piazzato in settima posizione.

## Rosa
| N. |                   | Ruolo | Calciatore        |
| -- | ----------------- | ----- | ----------------- |
|    | Italia (bandiera) | P     | Aldo Salvadeo     |
|    | Italia (bandiera) | P     | Pietro Vannucchi  |
|    | Italia (bandiera) | D     | Mino Livio        |
|    | Italia (bandiera) | D     | Ulderico Meanti   |
|    | Italia (bandiera) | D     | Angelo Merigo     |
|    | Italia (bandiera) | D     | Antonio Piloni    |
|    | Italia (bandiera) | D     | Annibale Razzini  |
|    | Italia (bandiera) | D     | Francesco Rivolta |
|    | Italia (bandiera) | C     | Antonio Bosio     |
|    | Italia (bandiera) | C     | Bruno De Vecchi   |

| N. |                   | Ruolo | Calciatore          |
| -- | ----------------- | ----- | ------------------- |
|    | Italia (bandiera) | C     | Erminio Filimberti  |
|    | Italia (bandiera) | C     | Giovanni Marin      |
|    | Italia (bandiera) | C     | Ugo Sallustio       |
|    | Italia (bandiera) | A     | Giancarlo Bandirali |
|    | Italia (bandiera) | A     | Mario Bandirali     |
|    | Italia (bandiera) | A     | Mario Biasini       |
|    | Italia (bandiera) | A     | Giuseppe Cadregari  |
|    | Italia (bandiera) | A     | Natale De Carli     |
|    | Italia (bandiera) | A     | Aldo Morosini       |
|    | Italia (bandiera) | A     | Umberto Vitali      |